# Pont des Marchands
Il ponte dei Mercanti (in francese ponte des Marchands) è un ponte di Narbona, in Occitania, costruito in epoca romana. Attraversa il canal de la Robine ed ha la particolarità di essere uno dei pochi ponti francesi ad essere abitati.

## Geografia
Il ponte è costruito tra l'antica città romana di Narbo Martius, sulla riva destra, e l'antico borgo medievale, sul lato sinistro. Segue il percorso dell'antico cardine romano, creato dalla Via Domizia.